# Cảng Sài Gòn - Hiệp Phước
Cảng Hiệp Phước là một cảng thuộc cụm cảng Sài Gòn, nằm trên sông Soài Rạp ở Huyện Nhà Bè, Thành phố Hồ Chí Minh, phục vụ khu vực Thành phố Hồ Chí Minh và miền Tây Nam Bộ.
Cuối thập niên 1990, các cảng biển trong hệ thống cảng Sài Gòn trở nên khó tiếp cận do tình trạng giao thông trong trung tâm Thành phố Hồ Chí Minh không đáp ứng được nhu cầu tiếp cận cảng của các xe tải lớn vận chuyển hàng hóa. Kế hoạch xây dựng các cảng mới được đề xuất, trong đó có cảng Hiệp Phước.
Để xây dựng cảng Hiệp Phước, một trong những vấn đề được ưu tiên giải quyết là nạo vét lòng sông Soài Rạp. Hiện nay, lòng sông Soài Rạp đã được nạo sâu đến 9 m sau khi dự án nạo vét luồng Soài Rạp giai đoạn 2, vay vốn ODA của Chính phủ Bỉ kết thúc và cảng Hiệp Phước đã có thể đón được tàu 50.000 tấn (giảm tải). Trong tương lai sẽ nạo sâu đến 12 m để cho tàu 70.000 tấn có thể vào cảng. Bên cạnh đó, các tuyến giao thông đường bộ tiếp cận cảng Hiệp Phước cũng đang được cải tạo, nâng cấp, nhất là tuyến đường Nguyễn Văn Tạo.
Hiện trong cảng Hiệp Phước đang xây dựng một cảng conteiner - cảng Trung tâm Sài Gòn. Chủ đầu tư là liên doanh Công ty Phát triển công nghiệp Tân Thuận (IPC) và Tập đoàn DP World. Toàn bộ khu cảng container này rộng khoảng 40 hecta với công suất khai thác 1,5 triệu tấn/năm.